# Ester Ledecká
Ester Ledecká (Praga, República Checa, 23 de março de 1995) é uma esquiadora e snowboarder checa. Nos Jogos Olímpicos de Inverno de 2018, em Pyeongchang, ela ganhou a medalha de ouro na prova do Super-G do esqui alpino.
Também conquistou dois ouros no slalom gigante paralelo do snowboard nos Jogos de 2018 e 2022 respectivamente.
Com as conquistas em Pyeongchang, Ledecká se tornou a primeira pessoa a conquistar a medalha de ouro numa mesma edição dos Jogos Olímpicos de Inverno em dois esportes diferentes (esqui alpino e snowboard), além de ser a segunda mulher a ganhar ouro em duas disciplinas separadas depois de Anfisa Reztsova, que havia conseguido o feito em edições diferentes das Olimpíadas de Inverno.